# Давидова Людмила Іванівна
Давидова Людмила Іванівна — український політик. Народилася 19 жовтня 1957 р.

## З життєпису
З квітня 2002 по березень 2005 — Народний депутат України 4-го скликання, обрана по виборчому округу № 181
Харківська область. З 04.11.2005 — в Народній партії.